# Zemljopis Malte
Malta je arhipelag sastavljen od koraljnog vapnenca, koji se nalazi u Sredozemnom moru, oko 93 kilometara južno od Sicilije, a gotovo 300 km sjeverno od Libije i sjeveroistočno od Tunisa u Africi. Iako se Malta nalazi u Europi nalazi se južnije od glavnog grada Tunisa i Alžira, te Tangiera u Maroku,  Alepa u Siriji i Mosula u Iraku. Samo su tri najveća otoka Malta, Gozo i Comino naseljeni. Ostali nenaseljenih otoci su Cominotto, Filfla i Otok Svetog Pavla. Država ima površinu od oko 316 km2. Brojne uvale uz razvedenu obalu pružaju dobre sigurne luke. Krajolik otoka karakteriziraju visoka brda s terasastim poljima. Najviša točka je Ta' Dmejrek na 253 metra.

## Statistika
- površina:
  - ukupno: 316 km2
  - zemljište: 316 km2
  - voda: 0 km2
    - površina - usporedba: manja od otoka Brača veća od Hvara
- kopnena granica: 0 km
  - obala: 196,8 km

- klima
  - mediteranska s blagim, kišovitim zimama, te vrućim suhim ljetima

- visinske krajnosti
  - najniža točka: Sredozemno more 0 m
  - najviša točka: Ta 'Dmejrek 253 m

- upotreba zemljišta 
  - obradivo zemljište: 28.12%
  - trajni nasadi: 4,06%
  - drugo: 67,81% (2011)
    - navodnjavano zemljište 32 km2 (2007.)